# Oberschönhagen
Oberschönhagen ist ein Ortsteil von Detmold im Kreis Lippe in Nordrhein-Westfalen und liegt etwa sieben Kilometer östlich  vom Stadtzentrum entfernt. Die benachbarten Detmolder Ortsteile sind Diestelbruch und Niederschönhagen. Der 4,1 km² große Ortsteil Oberschönhagen besitzt einige gut erhaltene Fachwerkbauten aus dem 18. und 19. Jahrhundert mit schönen Inschriften über den Torbögen.
Am 1. Januar 1970 wurde Oberschönhagen in die Kreisstadt Detmold eingegliedert. Der Ortsteil Fissenknick wurde nach Horn-Bad Meinberg umgegliedert.
In Oberschönhagen wohnen auf einer Fläche von 4,1 km² insgesamt 64 Bürger (August 2006). Ortsbürgermeister ist derzeit Maximilian Ernst, der Vertreter ist Johann Schuler ([CDU]).